# 趙彥之
赵彦之（？—942年1月2日），五代十国后唐、后晋将领，深州人。
赵彦之开始为镇州军士，唐庄宗围攻王德明，赵彦之多次申请以强弩埋伏在东门外，于是后唐的骑军多不得进击，渐补至百人长。镇州城陷，庄宗收在麾下，与安重榮都担任散骑指挥使，两人关系很好，在有军中十兄弟的结拜。天福初年，赵彦之为关西指挥使，安重荣领镇州成德节度使，赵彦之请回乡葬父母，与安重荣相见，于是留在镇州。安重荣待他很厚重，在空闲的时候和他打猎饮酒赌博，又让他招募党众，然而内心实际上是猜忌他。天福六年，安重荣叛乱，只是任用赵彦之充当排阵使，他心中怀恨。杜重威前去讨伐，十二月十三日，在宗城交战，赵彦之想要归降杜重威。他的铠甲及鞍勒用银子装饰，晋军把他杀死，分抢了他的东西。

## 注
1. ↑  《册府元龟》卷四百四十·将帅部·交结忌害
2. ↑  《资治通鉴》卷二百八十二·后晋纪三